# 郡上市立高鷲北小学校
郡上市立高鷲北小学校 （ぐじょうしりつ たかすきたしょうがっこう）は、岐阜県郡上市高鷲町にある公立小学校。

## 概要
通学区域は高鷲町鷲見、高鷲町西洞、高鷲町ひるがの、高鷲町上野である。公立中学校の進学先は郡上市立高鷲中学校である。1995年に「大日小学校」「高鷲小学校鷲見分校」「西洞分校」が統合されて開校。 校地は旧・大日小学校の校地を使用している。校舎は開校時に新たに建築された。体育館は大日小学校のを転用している。

## 沿革
- 1995年（平成7年）4月1日 - 高鷲村立高鷲北小学校として開校。
- 1997年（平成9年） - プール（開閉式屋根を装備）が完成する。
- 2004年（平成16年）3月1日 - 八幡町、大和町、白鳥町、高鷲村、美並村、和良村、明宝村が合併し、郡上市が発足。同時に郡上市立高鷲北小学校に改称する。

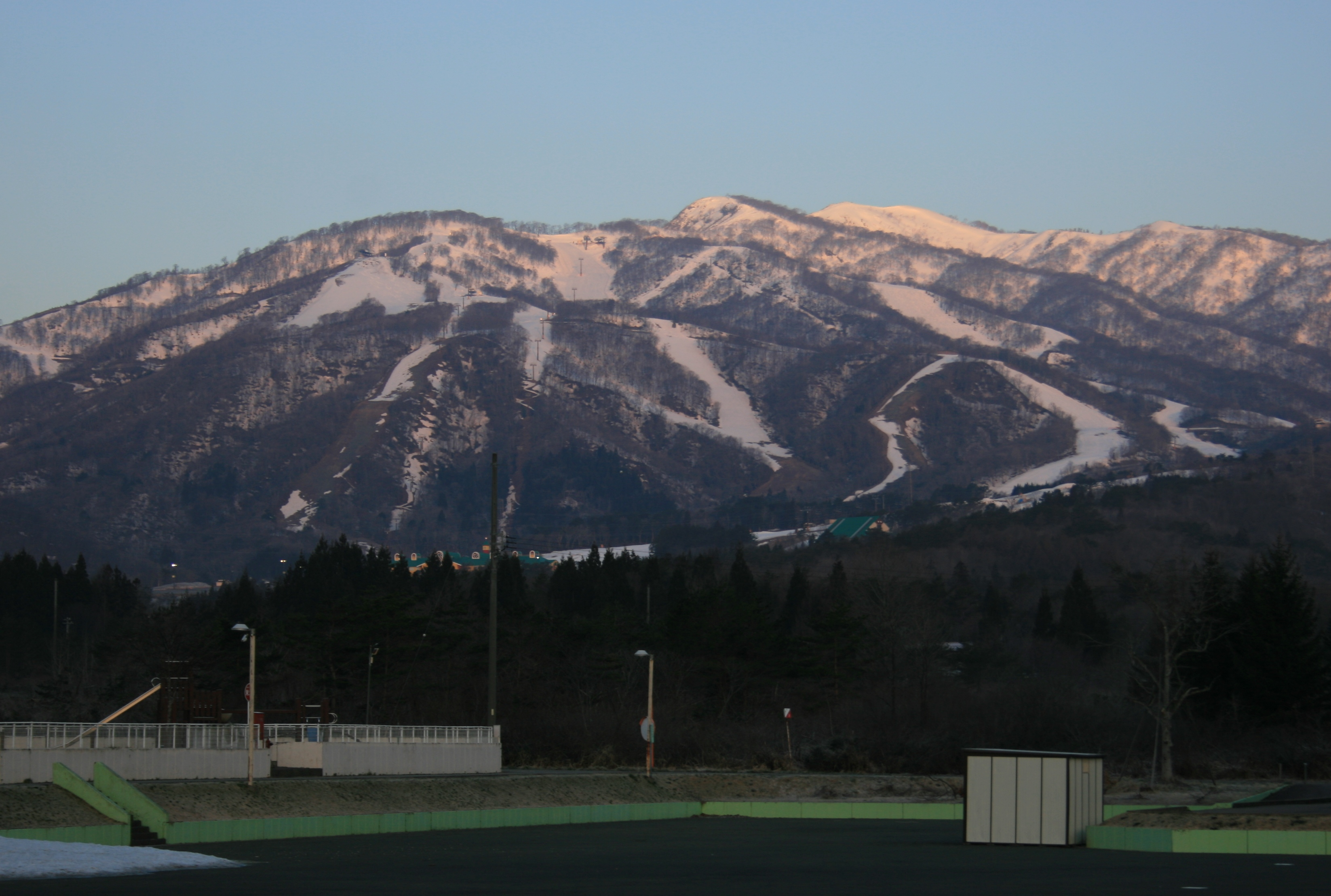
同小学校の校庭と大日ヶ岳